# Tarzan

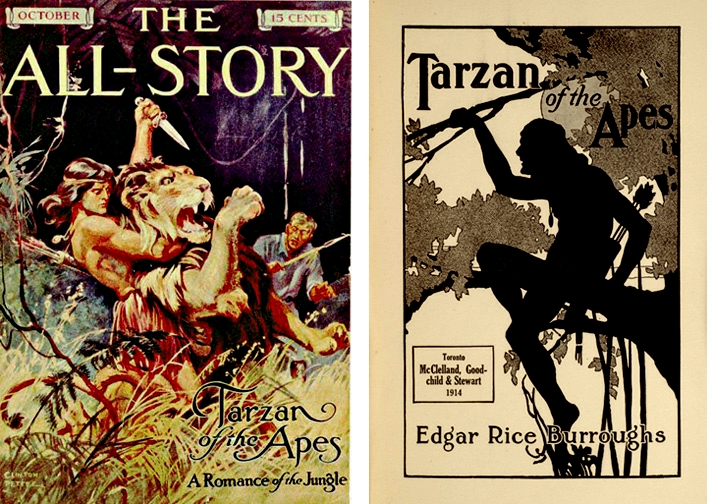
Titelblatt der Zeitschriftenausgabe 1912 in den USA und der kanadischen Buchausgabe 1914

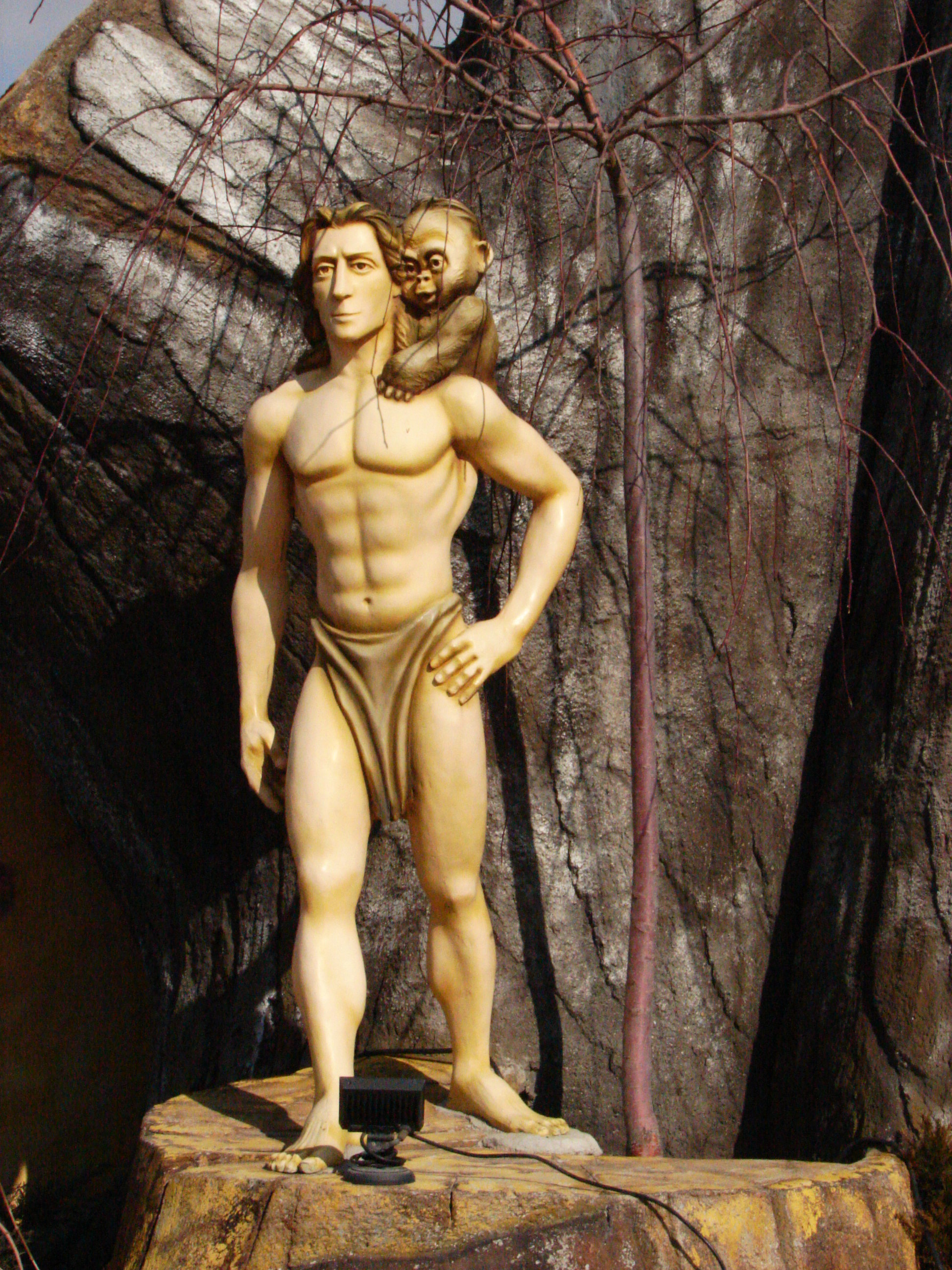
Tarzanfigur in einem Vergnügungspark in Ankara

Tarzan ist eine von Edgar Rice Burroughs erdachte Figur, die erstmals in der Geschichte Tarzan bei den Affen (englischer Originaltitel: Tarzan of the Apes) auftrat, die in der Oktoberausgabe des Pulp-Magazins All-Story Magazine am 27. August 1912 erschien. Die erste Buchausgabe erschien 1914. Es folgten 23 Fortsetzungen.

## Handlung des ersten Buches
Tarzan ist der Sohn des britischen Lords Greystoke und dessen Frau, die zu Beginn noch schwanger ist. Die beiden werden Opfer einer Meuterei, werden an der afrikanischen Küste ausgesetzt und richten sich dort ein. Sie bauen eine kleine Hütte, in der sie sich sicherer fühlen als im wilden Dschungel. Ihr Sohn erhält den Namen John Clayton II., Lord Greystoke. Die Mutter stirbt, als er ein Jahr alt ist; sein Vater lässt sein Leben im Kampf gegen eine Affenbande. Von da an heißt die Waise „Tarzan“ und wird von dieser Gruppe Affen aufgezogen, unter denen sich die Affenfrau Kala besonders um ihn kümmert. Ihren eigenen, zuvor vom Affenhäuptling getöteten Säugling legt sie stattdessen in die Wiege der kleinen Hütte. Tar-zan bedeutet „Weiße Haut“ in der Mangani-Sprache, der von Burroughs erschaffenen Affensprache. Die Affenart wird in den Romanen nicht genannt; es sind weder Gorillas noch Schimpansen, sondern sogenannte „große Anthropoiden“.
In den nächsten Jahren wächst Tarzan im Vergleich zu den Affenkindern langsam heran, erlangt aber als Kind bereits die Körperkraft eines Leistungssportlers von etwa 30 Jahren.
Im Alter von etwa 10 Jahren sieht Tarzan das erste Mal bewusst sein Gesicht in einem Teich, aus dem er gerade trinkt, und erschrickt bei dem befremdlichen Anblick. Er wundert sich darüber, dass er, obwohl er so anders ist, akzeptiert wird, zumal ihm seine Andersartigkeit schon länger bewusst ist. Während er bei weitem nicht die Stärke seiner Affenbrüder besitzt, ist er doch um einiges flinker als seine Kameraden. 
Beim Streunen allein im Wald findet Tarzan die Hütte, in der er mit seinen menschlichen Eltern ein Jahr gelebt hat. Die skelettierten Überreste seiner Eltern lassen ihn kalt, da er nichts über seine Herkunft weiß und obendrein in seinem Leben bereits zu viele Tote gesehen hat, um Mitleid zu empfinden. In der Hütte entdeckt er ein Jagdmesser, das er schließlich an sich nimmt, nachdem er sich daran verletzt hat und den Zweck des Gegenstandes erkannt hat. Auch findet er diverse Bücher über die Geschichte der Menschheit und Lernfibeln für Kinder, mit deren Hilfe er sich über Jahre hinweg selbst Lesen beibringt, ohne dabei auch nur ein Wort Englisch sprechen zu können. Dabei überträgt er die Worte in die Affensprache, wodurch er das Wort ‚Mensch’ zum Beispiel lesen, aber nicht sprechen kann, da es das Wort unter den Affen nicht gibt. 
In den Büchern lernt er auch einiges über die zivilisierte Welt. Mit Hilfe des Messers erlangt er in den nächsten Jahren zunächst den Respekt von konkurrierenden Affen seines Stammes und schließlich, nach mehreren Machtkämpfen untereinander, den Rang des Stammeshäuptlings. Sein komplexeres Bewusstsein ist dabei von großem Nutzen. 
Als junger Erwachsener trifft Tarzan zum ersten Mal auf schwarze Eingeborene, denen er Giftpfeile stiehlt. Aus der Haut einer Löwin, die er erlegt hat, will er sich Kleidung nähen, um sich wie ein Mensch zu kleiden, diese erweist sich jedoch als zu zäh. Durch den siegreichen Kampf mit einem kriegerischen Eingeborenen gelangt Tarzan schließlich an dessen Lendenschurz, der sein einziges Kleidungsstück wird; davor war er bis auf einen aus Leder gefertigten Gürtel, an dem sein Jagdmesser hängt, nackt. 
Er begegnet im Dschungel zufällig Jane Porter, der Tochter eines auf Schatzsuche befindlichen Wissenschaftlers, rettet sie aus den Fängen des Menschenaffen Terkop aus seinem eigenen Stamm und verliebt sich in sie. Tarzan rettet auch den französischen Marineoffizier Paul D’Arnot, der von menschenfressenden Eingeborenen gefangen worden war. Während Tarzan über Wochen D’Arnots Wunden pflegt, holt ein Rettungsschiff die schiffbrüchigen Schatzsucher und Jane Porter zurück. D’Arnot bringt Tarzan die französische Sprache bei und bietet ihm an, ihn in das Land der Weißen zu bringen, wo er wieder mit Jane zusammenkommen könnte. 
Auf ihrer Reise bringt D’Arnot ihm bei, wie man sich unter Weißen benimmt. In den folgenden Monaten lernt Tarzan schließlich auch Englisch zu sprechen. Als Jane Porter in ihre Heimat nach Baltimore zurückkehrt, soll sie den reichen Mr. Canler heiraten, was Tarzan, der sie dort gesucht hatte, verhindern kann. Jane erkennt allerdings, dass sie mit Tarzan, der in einem anderen Kulturkreis aufgewachsen ist, nicht glücklich werden kann, und entscheidet sich für den ehrenwerten Mr. William Cecil Clayton, einen Cousin von Tarzan, der seine Adelstitel und sein Vermögen geerbt hatte, da Tarzan und seine Eltern als verstorben galten. Obwohl Tarzan die Nachricht erhält, dass Fingerabdrücke im Tagebuch seines Vaters beweisen, dass er John Clayton II. ist, schweigt er aus Liebe zu Jane, da er glaubt, dass sie glücklicher mit Cecil wird. Cecil findet die von Tarzan liegengelassene Nachricht, schweigt aber auch, um seinen Titel und Jane nicht zu verlieren.

## Fortsetzungen
In Band 2, Tarzans Rückkehr in den Urwald, wird Tarzan in die Pariser Gesellschaft eingeführt und übersteht mehrere Mordanschläge seines Erzfeindes Nikolaus Rokoff, einem russischen Spion, der sich an Tarzan rächen will. In Algerien freundet er sich im Zuge eines Auftrags für das französische Kriegsministerium mit einem Eingeborenenstamm aus der Wüste an und muss sich wie schon im afrikanischen Urwald der Angriffe von Löwen, aber auch von feindlichen Stämmen erwehren. Nach diesen Abenteuern kehrt Tarzan in den Dschungel zurück, wird Anführer eines Urwaldstammes und findet eine verborgene Stadt, in der ein gigantischer Goldschatz von einem fremdartigen Volk bewacht wird, das rituelle Menschenopfer für seine Gottheit darbringt. Auf einer mehrmonatigen Erkundungsfahrt an der afrikanischen Küste stranden Jane Porter und ihre Reisegesellschaft an fast der gleichen Stelle, die schon aus dem ersten Buch bekannt ist, in der Nähe von Tarzans Geburtshütte. Jane wird von dem fremden Volk entführt und Tarzan kann sie in höchster Not vom Opferaltar herunterretten. Tarzan heiratet Jane in der Hütte seiner Geburt, mit der Reisegesellschaft und dessen Leiter, Lord Bennington, als Zeugen, und kehrt mit ihr in die Zivilisation zurück. Cecil Clayton, der ebenfalls mitgereist ist, stirbt in Afrika, nachdem er bekannt gab, dass er die ganze Zeit über das Geheimnis um Tarzans Herkunft kannte.
Im Roman Tarzans Sohn – dem vierten Buch der Tarzan-Reihe – verlässt Jack heimlich England zusammen mit einem gefangenen Affen, den er in seine Heimat Afrika bringen will. Durch widrige Umstände muss er länger in Afrika bleiben und lernt das Leben kennen, das sein Vater vor seiner Ehe mit Jane führte. Der Affe, mit dem Jack sich in der Sprache der großen Affen zu unterhalten lernt, gibt ihm den Namen Korak, was in der Affensprache „Killer“ bedeutet.
Tarzan verachtet das heuchlerische Leben in England und sehnt sich nach seiner Heimat. Er kehrt mit Jane nach Afrika zurück, wo sie bleiben.

## Bezüge
Tarzan ist eine moderne Version der literarischen Tradition des „Helden, der von Tieren aufgezogen wurde“ (Wolfskind). Ein anderes Beispiel ist Mogli aus dem Dschungelbuch von Rudyard Kipling.

## Verfilmungen
Die Internet Movie Database listet über 100 Filme mit dem Wort „Tarzan“ im Titel auf. Der erste Film mit Elmo Lincoln als Tarzan-Darsteller wurde am 27. Januar 1918 in den USA aufgeführt. Dieser Film konnte in Deutschland nur in Fragmenten von ca. 45 Minuten Länge gezeigt werden. Am 13. April 1970 strahlte das ZDF den Film unter dem Titel Tarzan bei den Affen aus. Die bekanntesten Schauspieler, die die Rolle des Tarzan mehrmals spielten, waren unter anderem Johnny Weissmüller, Lex Barker und Gordon Scott, der der erste „Farbfilm-Tarzan“ wurde. Auch der Schwiegersohn von Edgar Rice Burroughs, James Pierce, stellte 1927 in Tarzan und der goldene Löwe den Dschungelhelden dar. Ron Ely spielte den Dschungelhelden in einer populären TV-Serie. 1963 drehte der US-amerikanische Pop-Art-Künstler Andy Warhol eine satirische Parodie auf die klassischen Hollywood-Filme, Tarzan And Jane Regained … Sort Of.
Der Affe Cheeta, der an der Seite von Tarzan-Star Johnny Weissmüller in zwölf Filmen mitspielte, galt seit 2003 als der älteste Affe der Welt. 2008 wurde dies als Schwindel entlarvt. Tatsächlich spielten verschiedene Affen die Rolle des Cheeta in den Filmen. Keiner davon lebt heute noch.
Der britische Film Greystoke – Die Legende von Tarzan, Herr der Affen von 1984 mit Christopher Lambert als Tarzan folgt der ersten Novelle enger als vorherige Verfilmungen.
Zwischen 1976 und 1984 veröffentlichte Filmation seine Zeichentrick-Adaption des Stoffes Tarzan Lord of the Jungle für den Sender CBS. Die Serie lief in Deutschland 1978 unter Tarzan, Herr des Dschungels im ZDF. Die Serie brachte es auf vier Staffeln und insgesamt 36 Folgen. Sechs weitere Folgen liefen als The Batman/Tarzan Hour in den Jahren 1977/78. Die letzten 14 Folgen folgten dann unter dem Titel Tarzan and the Super Seven 1979.
1999 drehte Disney eine Zeichentrick-Adaption des Stoffes, Tarzan. 2002 folgte die Fortsetzung Tarzan & Jane und 2005 Tarzan 2. Der Soundtrack stammte dabei komplett von Phil Collins.
2013 kam mit Tarzan 3D ein deutscher Animationsfilm in die Kinos, der im Motion-Capture-Verfahren produziert wurde. Reinhard Klooss schrieb das Drehbuch, produzierte und führte Regie. Kellan Lutz spielt und spricht Tarzan in der englischsprachigen Originalversion.
2016 kam mit Legend of Tarzan erneut eine aufwendig produzierte Realverfilmung in die Kinos.

### Darsteller im Kinofilm
- Gordon Griffith (1918)
- Elmo Lincoln (1918–1921)
- Perce Dempsey Tabler (1920)
- Gene Pollar (1920)
- James Pierce (1927)
- Frank Merrill (1928–1929)
- Johnny Weissmüller (1932–1948)
- Buster Crabbe (1933)
- Herman Brix (1935–1938)
- Glenn Morris (1938)
- Lex Barker (1949–1953)
- Tamer Balci (1952)
- Gordon Scott (1955–1960)
- Denny Miller (1959)
- Jock Mahoney (1962–1963)
- Mike Henry (1966–1968)
- Steve Hawkes (1969–1972)
- Miles O’Keeffe (1981)
- Christopher Lambert (1984)
- Hemant Birje (1985)
- Casper van Dien (1998)
- Alexander Skarsgård (2016)

### Darsteller im Fernsehen
- Ron Ely (1966–1968)
- Joe Lara (1989, 1996–1997)
- Wolf Larson (1991–1994)
- Travis Fimmel (2003)

## Musical
Die Deutschlandpremiere des Musicals Tarzan, zu der Phil Collins die Musik und die Liedtexte schrieb, fand am 19. Oktober 2008 in der Neuen Flora in Hamburg statt.

## Comics
Neben den Filmen gibt es Comics und verschiedene Fernsehserien.
Die ersten gezeichneten täglichen Strips wurden, beginnend am 7. Januar 1929, in zunächst dreizehn amerikanischen und zwei kanadischen Zeitungen abgedruckt. Gezeichnet wurden sie von Hal (Harold) Foster. Die erste Sonntagsseite erschien, gezeichnet von Rex Maxon, am 15. März 1931 in den nordamerikanischen Zeitungen. Am 4. Oktober 1931 übernahm dann Hal Foster auch die Gestaltung der Sonntagsseiten, die in Deutschland von 1986 bis 1997 in 49 Sammelbänden des Hethke-Verlag veröffentlicht wurden.
In Deutschland war ein Tarzan-Comic 1954 das erste Objekt, über das von der neu gegründeten Bundesprüfstelle für jugendgefährdende Schriften verhandelt wurde; eine Indizierung fand nicht statt. Die bekanntesten Zeichner von Tarzan-Comics waren Hal Foster (auch bekannt durch Prince Valiant, dt. Prinz Eisenherz) und Burne Hogarth.
In Deutschland und Österreich erschienen die Comics von September 1952 bis September 1958 im Mondial Verlag (später übernommen vom Pabel Verlag) sowie von November 1959 bis September 1961 im Lehning Verlag als Kleinband bzw. Großband. Der Lehning Verlag veröffentlichte zudem von Dezember 1960 bis Juli 1961 Hefte im Piccoloformat. Von diesen Comics gibt es auch Nachdrucke, die aber mit „Sammlerauflage“ gekennzeichnet sind und sich so von den Originalen unterscheiden.
Tarzan erschien auch in 209 Heften von Juli 1965 bis Juli 1976 – zuerst beim Bildschriftenverlag, dann bei Williams und zuletzt beim Recht Verlag (es gibt von den 209 Heften keine Nachdrucke, nur die Nr. 1 und Nr. 2 wurden in zwei Auflagen gedruckt – die Erstauflage von Nr. 1 und Nr. 2 hatte einen Preis von 75 Pfennig und ist so von den Nachdrucken zu unterscheiden).
Tarzan erschien ferner in Deutschland und Österreich von März 1979 bis Oktober 1984 monatlich beim Ehapa Verlag. Es gibt davon keine Nachdrucke.
2012 bis 2018 veröffentlichte der Bocola Verlag die frühen Comics der Jahre 1928 bis 1950. Seit 2016 erscheinen dort die Tarzan-Comicstrips von Russ Manning.
Der gemeinsame Sohn von Tarzan und Jane ist der Held einer eigenen Comicreihe mit dem Titel Korak, Tarzans Sohn (engl. Korak Son of Tarzan).
Liste der Comictitel bei Mondial
Reihe Tarzan : Die kühnsten Abenteuer des Urwaldmenschen. Zeichnungen von Burne Hogarth. Mondial Verlag, Hamburg.
- 1 Der Held der Wüste. 1953, DNB 450716759.
- 2 Kampf mit dem Dschungelriesen. 1953, DNB 450716767.
- 3 Flucht vor dem Krokodil. 1953, DNB 450716775.
- 4 Spuk der Leopardenmenschen. 1953, DNB 450716872.
- 4 Raub des magischen Edelsteins. 1953, DNB 450716783.
- 5 Unter Seeräubern und Amazonen. 1953, DNB 450716791.
- 6 Dem Todesgarten entronnen. 1953, DNB 450716805.
- 7 Zwischen Zwergen und Ungeheuern. 1953, DNB 450716813.
- 8 Kampfgenoss des Tatarenkönigs. 1953, DNB 450716821.
- 10 Die Rache der Gorillas. 1953, DNB 450716848.
- 11 Das Geheimnis des Goldsees. 1953, DNB 450716856.
- 13 Bei den Liliputanern. 1953, DNB 450716864.
- 15 Im Pfahldorf der Froschmänner. 1953, DNB 450716880.
- 16 Gladiatorenkämpfe. 1953, DNB 450716899.
- 17 Verwegene Löwenjagd. 1953, DNB 450716902.
- 18 Der Biss der Giftschlange. 1953, DNB 450716910.
- 19 Bei den fliegenden Baum-Menschen. 1953, DNB 450716929.
- 20 Zweikampf mit dem Hai. 1953, DNB 450716937.
- 21 Überfall auf die Kaffeepflanzung. 1953, DNB 450716945.
- 22 Sklavenarbeit in der Kupfermine. 1953, DNB 450716953.
- 23 Der Schrecken des Urwaldes. 1953, DNB 450716961.
- 24 Vorstoss in’s Innere der Erde. 1954, DNB 450716988.
- 25 Von den Schlangenmenschen überwältigt. 1954, DNB 450716996.
- 26 Die Raubtiere sind los. 1954, DNB 450717003.
- 27 Kampf mit dem Hexenmeister. 1954, DNB 450717011.
- 28 Das geheimnisvolle Schloss. 1954, DNB 450717038.
- 29 Jakko rettet ein Kind. 1954, DNB 450717046.
- 30 Das Piraten-U-Boot. 1954, DNB 450717054.
- 31 Von Gorillas geraubt. 1954, DNB 450717062.
- 32 Vom Giftpfeil gefällt. 1954, DNB 450717070.
- 33 Das Leopardenmädchen. 1954, DNB 450717089.
- 36 Rätsel des verschollenen Erdteils. 1954, DNB 450717097.
- 38 Im Tempel der Panthermenschen. 1954, DNB 450717100.
- 39 Der verschollene Schatz der Inkas. 1954, DNB 450717119.
- 40 Tarzans Doppelgänger. 1954, DNB 450717127.
- 42 Im Wunderlande Ashra. 1954, DNB 450717135.
- 43 Verwegene Flucht. 1954, DNB 450717143.
- 44 Aufstand der Sklaven. 1954, DNB 450717151.
- 45 Flamme ewiger Jugend. 1954, DNB 450717178.
- 46 Frondienst im Steinbruch. 1954, DNB 450717186.
- 47 Die Elefanten meutern. 1954, DNB 450717194.
- 48 Die falsche Sonnenkönigin. 1954, DNB 450717208.
- 49 Flossfahrt im Dschungel. 1954, DNB 450717216.
- 50 Entlarvter Holzräuber. 1954, DNB 450717224.
- 51 Die Schatzkammer von Zimba. 1954, DNB 450717232.
- 35 Der Urwald brennt. 1954, DNB 36540828X.
- 34 Der Riese aus grauer Vorzeit. 1954, DNB 365408271.
- 41 Meuterei im Dschungel. 1954, DNB 365408301.
- 37 Die Rache des Zauberdoktors. 1954, DNB 365408298.
- 52 Das Flugzeugwrack im Dschungel. 1955, DNB 450717240.
- 53 Urwald-Freundschaft. 1955, DNB 450717259.
- 54 Der schwarze Geheimbund. 1955, DNB 450717267.
- 55 Im verbotenen Reich. 1955, DNB 450717275.
- 56 Das Zauberpulver. 1955, DNB 450717283.
- 57 Gefährte der Wildnis. 1955, DNB 450717291.
- 58 Gefangener der Amazonen. 1955, DNB 450717305.
- 60 Die brennende Farm. 1955, DNB 450717313.
- 61 Kampf in der Felsenschlucht. 1955, DNB 450717321.
- 62 Der See der Dämonen. 1955, DNB 450717348.
- 63 Prinz Tannys Rettung. 1955, DNB 450717356.
- 64 Die Flammenschwerter. 1955, DNB 450717364.
- 65 Der Berg speit Feuer. 1955, DNB 450717372.
- 66 Die Wüstenreiter. 1955, DNB 450717380.
- 67 Im Wüstenfort gefangen. 1955, DNB 450717399.
- 69 Dschungelzauber. 1955, DNB 450717402.
- 70 Der Götze stürzt. 1955, DNB 450717410.
- 71 Der Buren-Treck. 1955, DNB 450717429.
- 72 Kampf um die Wagenburg. 1955, DNB 450717437.
- 73 Das belagerte Blockhaus. 1955, DNB 450717445.
- 74 Das Dschungelmädchen. 1955, DNB 450717453.
- 75 Im Urwald verirrt. 1955, DNB 450717461.
- 76 Auf der Suche nach Tommy. 1956, DNB 450717488.
- 77 Tommys treue Freunde. 1956, DNB 450717496.
- 79 Den Butawas entronnen. 1956, DNB 450717518.
- 80 Die entfesselte Affenherde. 1956, DNB 450717526.
- 81 Tarzan unter Raubrittern. 1956, DNB 450717534.
- Sonderheft: Die Jugend des Urwaldmenschen. 1955, DNB 450717550.
- Sonderheft: Die Kindheit des Urwaldmenschen. 1955, DNB 450717542.

## Bibliografie

### Romane
- 1 Tarzan of the Apes (in: The All-Story, October 1912)
  - Deutsch:
    - Tarzan bei den Affen. Erlebnisse eines von Menschenaffen Geraubten. Übersetzt von Tony Kellen. Dieck & Co., Stuttgart 1924, DNB 573907366.
    - Tarzan bei den Affen. Übersetzt von Tony Kellen. Pegasus Verlag, Wetzlar 1950, DNB 450717577.
    - Tarzan bei den Affen. Übersetzt von Fritz Moeglich. Heyne Allgemeine Reihe #344, 1965.
    - Tarzan der Affenmensch, Übersetzt von Berthold Schmitt. Bärmeier & Nikel, Frankfurt 1970
    - Tarzan 1 – Der Überfall. Übersetzt von Heinrich F. Gottwald. Engelbert-Verlag, Balve (Westf.) 1970, DNB 456242430.
    - Tarzan 1 – Herr des Dschungels. Übersetzt von Berthold Schmitt. Williams Tarzan #1, Alsdorf 1972, ISBN 3-8071-0000-8.
    - Tarzan : Der Originalroman. Deutsche Taschenbuch-Verlag (dtv #20312), München 1999, ISBN 3-423-20312-9.
    - Tarzan bei den Affen. Übersetzt von Ruprecht Willnow. Kranichborn Verlag, Leipzig 1994, ISBN 3-930040-09-3.
    - Tarzan bei den Affen. Übersetzt von Ruprecht Willnow. Verlag Walde+Graf, Zürich 2012, DNB 1045767174.
    - Tarzan von den Affen. Übersetzt von Fritz Moeglich. Apex Verlag, München 2020, ISBN  978-3750286450.
    - Tarzan und die weiße Frau. Übersetzt von J. Schulze und Tony Kellen. Null Papier Verlag, Neuss 2021, ISBN 978-3-96281-804-3.
    - Tarzan der Affen. Übersetzt von André Hoffmann. AtheneMedia Verlag, Dinslaken 2021, ISBN 3869924446.
    - Tarzan bei den Affen. Übersetzt von Tony Kellen. Gröls Verlag, Oberursel 2023, ISBN 978-3988830104.
- 2 The Return of Tarzan (in: New Story Magazine, June - December 1913)
  - Deutsch:
    - Tarzans Rückkehr in den Urwald. Übersetzt von Tony Kellen. Dieck & Co., Stuttgart 1924, DNB 573907323.
    - Tarzans Rückkehr. Übersetzt von Tony Kellen. Pegasus Verlag, Wetzlar 1950, DNB 450716562.
    - Tarzans Rückkehr in den Dschungel, Übersetzt von Berthold Schmitt. Bärmeier & Nikel, Frankfurt 1970
    - Tarzan – Rückkehr in den Dschungel. Übersetzt von Fritz Moeglich. Heyne Allgemeine Reihe #355, 1965.
    - Tarzan 2 – Die Wildnis ist stärker. Übersetzt von Heinrich F. Gottwald. Engelbert-Verlag, Balve (Westf.) 1970, ISBN 3-536-00891-7.
    - Tarzan 2 – Tarzans Rückkehr in den Dschungel. Übersetzt von Leni Sobez. Williams Tarzan #2, Alsdorf 1972, ISBN 3-8071-0010-5.
    - Tarzans Rückkehr. Übersetzt von Ruprecht Willnow & Franziska Willnow. Kranichborn Verlag, Leipzig 1994, ISBN 3-930040-10-7.
    - Tarzans Rückkehr. Übersetzt von Fritz Moeglich. Apex Verlag, München 2020, ISBN 978-3750290303.
    - Tarzans Rückkehr. Übersetzt von Tony Kellen und J. Schulze. Null Papier Verlag, Neuss 2021, ISBN 3962818022.
    - Die Rückkehr des Tarzan. Übersetzt von André Hoffmann. AtheneMedia Verlag, Dinslaken 2021, ISBN 3-86992-445-4.
    - Tarzans Rückkehr. Übersetzt von Tony Kellen. Gröls Verlag, Oberursel 2023, ISBN 3988830445.
- 3 The Beasts of Tarzan (in: All-Story Cavalier Weekly, May 16, 1914 – June 6, 1914)
  - Deutsch:
    - Tarzans Tiere. Übersetzt von Tony Saxe. Dieck & Co., Stuttgart 1924, DNB 573907293.
    - Tarzans Tiere. Übersetzt von Tony Kellen. Pegasus Verlag, Wetzlar 1951, DNB 450716635.
    - Tarzan und seine Tiere. Übersetzt von Fritz Moeglich. Heyne Allgemeine Reihe #376, 1965.
    - Tarzans Bestien. Übersetzt von Ylja Yaroff. Bärmeier & Nikel, Frankfurt 1971
    - Tarzan 3 – Tarzans Bestien. Übersetzt von Leni Sobez. Williams Tarzan #3, Alsdorf 1972, ISBN 3-8071-0005-9.
    - Tarzans Tiere. Übersetzt von Ruprecht Willnow. Kranichborn Verlag, Leipzig 1994, ISBN 3-930040-11-5.
    - Tarzan und seine Tiere. Übersetzt von Fritz Moeglich. Apex Verlag, München 2020, ISBN 978-3750290945.
    - Tarzans Bestien. Übersetzt von Tony Kellen und J. Schulze. Null Papier Verlag, Neuss 2021, ISBN 3962818030.
    - Die Bestien des Tarzan. Übersetzt von André Hoffmann. AtheneMedia Verlag, Dinslaken 2021, ISBN 3-86992-446-2.
- 4 The Son of Tarzan (in: All-Story Weekly, December 4, 1915 – January 8, 1916)
  - Deutsch:
    - Tarzans Sohn. Übersetzt von Walther Saxe. Dieck & Co., Stuttgart 1924, DNB 57390734X.
    - Tarzans Sohn. Übersetzt von Tony Kellen. Pegasus Verlag, Wetzlar 1951, DNB 450716589.
    - Tarzan und sein Sohn. Übersetzt von Fritz Moeglich. Heyne Allgemeine Reihe #386, 1965.
    - Tarzans Sohn, Übersetzt von Ylja Yaroff. Bärmeier & Nikel, Frankfurt 1971
    - Tarzan 4 – Tarzans Sohn. Übersetzt von Leni Sobez. Williams Tarzan #4, Alsdorf 1972, ISBN 3-8071-0006-7.
    - Tarzans Sohn. Übersetzt von Ruprecht Willnow. Kranichborn Verlag, Leipzig 1994, ISBN 3-930040-12-3.
    - Tarzan und sein Sohn. Übersetzt von Fritz Moeglich. Apex Verlag, München 2020, ISBN 978-3752942934.
    - Tarzans Sohn. Übersetzt von Tony Kellen und J. Schulze. Null Papier Verlag, Neuss 2021, ISBN 396281809X.
    - Der Sohn des Tarzan. Übersetzt von André Hoffmann. AtheneMedia Verlag, Dinslaken 2021, ISBN 3-86992-447-0.
- 5 Tarzan and the Jewels of Opar (in: All-Story Weekly, November 18, 1916 – December 16, 1916)
  - Deutsch:
    - Tarzans Schatz von Opar. Übersetzt von Eduard Pfeiffer. Dieck & Co., Stuttgart 1926, DNB 573907331.
    - Tarzans Schatz von Opar. Übersetzt von Tony Kellen. Pegasus Verlag, Wetzlar 1952, DNB 450717615.
    - Tarzan – Der Schatz von Opar. Übersetzt von Fritz Moeglich. Heyne-Bücher #402, München 1965, DNB 450717623.
    - Tarzan 5 – Tarzan und die Juwelen von Opar. Übersetzt von Leni Sobez. Williams Tarzan #5, Alsdorf 1972, ISBN 3-8071-0018-0.
    - Tarzan und der Schatz von Opar. Übersetzt von Franziska Willnow. Kranichborn Verlag, Leipzig 1995, ISBN 3-930040-13-1.
    - Tarzan und der Schatz von Opar. Übersetzt von Fritz Moeglich. Apex Verlag, München 2020, ISBN 978-3752943306.
    - Der Schatz von Opar. Übersetzt von Tony Kellen und J. Schulze. Null Papier Verlag, Neuss 2021, ISBN 3962818138.
    - Tarzan und das Gold von Opar. Übersetzt von Klaus-Dieter Sedlacek, ToppBook.de, Stuttgart 2021, ISBN 3-753423-66-1.
    - Tarzan und die Juwelen von Opar. Übersetzt von André Hoffmann. AtheneMedia Verlag, Dinslaken 2021, ISBN 3-86992-448-9.

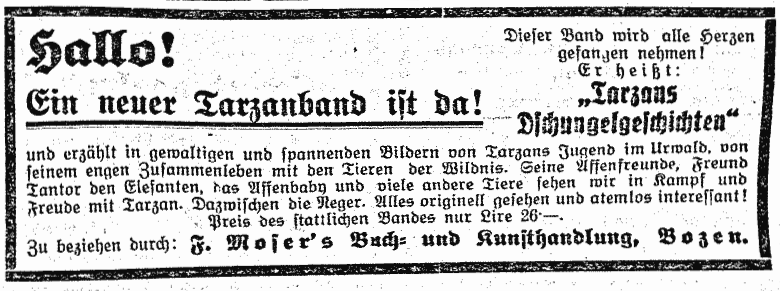
Anzeige von Tarzans Dschungelgeschichten in den Bozner Nachrichten von 1925

- 6 Jungle Tales of Tarzan (in: Blue Book Magazine, September 1916 – August 1917; auch: Tarzan’s Jungle Tales)
  - Deutsch:
    - Tarzans Dschungelgeschichten. Übersetzt von Eduard Pfeiffer. Dieck & Co., Stuttgart 1925, DNB 573907315.
    - Tarzans Dschungelgeschichten. Übersetzt von Tony Kellen. Pegasus Verlag, Wetzlar 1952, DNB 450716546.
    - Tarzans Dschungelgeschichten. Übersetzt von Ruprecht Willnow. Kranichborn Verlag, Leipzig 1996, ISBN 3-930040-25-5.
    - Tarzans Dschungelgeschichten. Übersetzt von Tony Kellen. Apex Verlag, München 2021, ISBN 978-3752994810.
    - Tarzans Dschungelgeschichten. Übersetzt von Tony Kellen und J. Schulze. Null Papier Verlag, Neuss 2021, ISBN 3962818170.
- 7 Tarzan the Untamed (Teil 1 in: The Red Book Magazine, March – August 1919; Teil 2 (Tarzan and the Valley of Luna), in: All-Story Weekly, March 20 – April 17, 1920)
  - Deutsch:
    - Tarzans Rache. Übersetzt von Helmut H. Lundberg. Pegasus Verlag, Wetzlar 1954, DNB 450717704.
    - Tarzan der Ungezähmte. Übersetzt von Ruprecht Willnow. Kranichborn Verlag, Leipzig 1996, ISBN 3-930040-26-3.
    - Tarzans Rache. Übersetzt von Helmut H. Lundberg. Apex Verlag, München 2023, ISBN 978-3753111773.
- 8 Tarzan the Terrible (in: Argosy All-Story Weekly, February 12 – March 26, 1921)
  - Deutsch:
    - Tarzan in Gefahr. Übersetzt von Anne Steul. Pegasus Verlag, Wetzlar 1954, DNB 450717690.
    - Tarzan der Schreckliche. Übersetzt von Ruprecht Willnow. Kranichborn Verlag, Leipzig 1995, ISBN 3-930040-21-2.
    - Tarzan in Gefahr. Übersetzt von Anne Steul.  Apex Verlag, München 2024, ISBN 978-3753136370.
- 9 Tarzan and the Golden Lion (in: Argosy All-Story Weekly, December 9, 1922 – January 20, 1923)
  - Deutsch:
    - Tarzan und der goldene Löwe. Übersetzt von Eduard Pfeiffer. Dieck & Co., Stuttgart 1926, DNB 573907374.
    - Tarzan und der goldene Löwe. Übersetzt von Eduard Pfeiffer. Pegasus Verlag, Wetzlar 1952, DNB 450717666.
    - Tarzan 6 – Tarzan und der goldene Löwe. Übersetzt von Leni Sobez. Williams, Alsdorf 1972, ISBN 3-8071-0027-X.
    - Tarzan und der goldene Löwe. Übersetzt von Ruprecht Willnow. Kranichborn Verlag, Leipzig 1995, ISBN 3-930040-20-4.
    - Tarzan und der goldene Löwe. Übersetzt von Eduard Pfeiffer. Apex Verlag, München 2021, ISBN 978-3754109625.
- 10 Tarzan and the Ant Men (in: Argosy All-Story Weekly, February 2 – March 15, 1924)
  - Deutsch:
    - Tarzan und die Ameisenmenschen. Übersetzt von Eduard Pfeiffer. Dieck & Co., Stuttgart 1928, DNB 573907358.
    - Tarzan und die Ameisenmenschen. Übersetzt von Eduard Pfeiffer. Pegasus Verlag, Wetzlar 1952, DNB 450717569.
    - Tarzan und die Ameisenmenschen. Übersetzt von Franziska Willnow. Kranichborn Verlag, Leipzig 1995, ISBN 3-930040-19-0.
    - Tarzan und die Ameisenmenschen. Übersetzt von Eduard Pfeiffer. Apex Verlag, München 2022, ISBN 978-3752986068.
- 11 Tarzan, Lord of the Jungle (in: The Blue Book Magazine, December 1927 – January 1928)
  - Deutsch:
    - Tarzan, Herr des Dschungels. Übersetzt von Ruprecht Willnow. Kranichborn Verlag, Leipzig 1995, ISBN 3-930040-22-0.
- 12 Tarzan and the Lost Empire (in: The Blue Book Magazine, October 1928 – February 1929)
  - Deutsch:
    - Tarzan und das verschollene Reich. Übersetzt von Ruprecht Willnow. Kranichborn Verlag, Leipzig 1995, ISBN 3-930040-23-9.
- 13 Tarzan at the Earth’s Core (in: The Blue Book Magazine, September 1929 – March 1930)
  - Deutsch:
    - Tarzan am Mittelpunkt der Erde. Übersetzt von Ruprecht Willnow. Kranichborn Verlag, Leipzig 1996, ISBN 3-930040-27-1.
    - Tarzan in Pellucidar. Übersetzt von Chris Bucher. Apex Verlag, München 2021, ISBN 978-3-7541-5305-5.
- 14 Tarzan, Guard of the Jungle (in: The Blue Book Magazine, October 1930 – April 1931; Buchausgabe als: Tarzan the Invincible)
  - Deutsch:
    - Tarzan der Unbesiegbare. Übersetzt von Helmut H. Lundberg. Pegasus Verlag, Wetzlar 1955, DNB 450717631.
    - Tarzan der Unbesiegbare. Übersetzt von Ruprecht Willnow. Kranichborn Verlag, Leipzig 1995, ISBN 3-930040-24-7.
    - Tarzan der Unbesiegbare. Übersetzt von Helmut H. Lundberg. Apex Verlag, München 2024, ISBN 978-3754156001.
- 15 The Triumph of Tarzan (in: The Blue Book Magazine, October 1931 – March 1932; Buchausgabe als: Tarzan Triumphant)
  - Deutsch:
    - Tarzan triumphiert. Übersetzt von Ruprecht Willnow. Kranichborn Verlag, Leipzig 1996, ISBN 3-930040-28-X.
- 16 Tarzan and the City of Gold (in: Argosy Magazine, March 12 – April 16, 1932)
  - Deutsch:
    - Tarzan in der goldenen Stadt. Übersetzt von Helmut H. Lundberg. Pegasus Verlag, Wetzlar 1955, DNB 450717607.
    - Tarzan und die Stadt des Goldes. Übersetzt von Carola Lee-Altrichter. Kranichborn Edition, 2014, ISBN 3-930040-29-8.
    - Tarzan in der goldenen Stadt. Übersetzt von Helmut H. Lundberg. Apex Verlag, München 2024, ISBN 978-3-8187-1406-2.
- 17 Tarzan and the Lion Man (in: Liberty, November 11, 1933 – January 6, 1934)
  - Deutsch:
    - Tarzan und der Löwenmensch. Übersetzt von Helmut H. Lundberg. Pegasus Verlag, Wetzlar 1955, DNB 450717674.
    - Tarzan und der Löwenmensch. Übersetzt von Carola Lee-Altrichter. Kranichborn Edition, 2014, ISBN 3-930040-30-1.
- 18 Tarzan and the Leopard Men (in: The Blue Book Magazine, August 1932 – January 1933)
  - Deutsch:
    - Tarzan und die Leopardenmenschen. Übersetzt von Helmut H. Lundberg. Pegasus Verlag, Wetzlar 1955, DNB 450717658.
    - Tarzan und die Leopardenmenschen. Übersetzt von Carola Lee-Altrichter. Kranichborn Edition, 2014, ISBN 3-930040-31-X.
- 19 Tarzan’s Quest (in: The Blue Book Magazine, October 1935 – March 1936)
  - Deutsch:
    - Tarzan in der Welt des Wunders. Übersetzt von Helmut H. Lundberg. Pegasus Verlag, Wetzlar 1954, DNB 450716554.
    - Tarzan’s Suche. Übersetzt von Carola Lee-Altrichter. Kranichborn Edition, 2015, ISBN 3-930040-32-8.
- 20 The Red Star of Tarzan (in: Argosy Weekly, March 19 – April 23, 1938; Buchausgabe als: Tarzan and the Forbidden City)
  - Deutsch:
    - Tarzan und die verbotene Stadt. Übersetzt von Bernhard Schaffer. Kranichborn Edition, 2011, ISBN 3-930040-33-6.
- 21 Tarzan the Magnificent (Teil 1 Tarzan and the Magic Men in: Argosy Weekly, September 19 – October 3, 1936; Teil 2 Tarzan and the Elephant Men in: Blue Book Magazine, November 1937 – January 1938)
  - Deutsch:
    - Tarzan im Land des Schreckens. Übersetzt von Helmut H. Lundberg. Pegasus Verlag, Wetzlar 1954, DNB 450717682.
    - Tarzan der Prächtige. Übersetzt von Carola Lee-Altrichter. Kranichborn Edition, 2015, ISBN 3-930040-34-4.
    - Tarzan im Land des Schreckens. Übersetzt von Helmut H. Lundberg. Apex Verlag, München 2024, ISBN 978-3-8187-1970-8.
- 22 Tarzan and „The Foreign Legion“ (1947; auch: Tarzan and the Foreign Legion)
  - Deutsch:
    - Tarzan und die Fremdenlegion. Übersetzt von Bernhard Schaffer. Kranichborn Edition, 2012, ISBN 3-930040-35-2.
- 23 Tarzan and the Madman (1964)
  - Deutsch:
    - Tarzan und der Verrückte. Übersetzt von Stephan Pörtner. Verlag Walde+Graf, Zürich 2012, DNB 1017661456.
    - Tarzan und der Irre. Übersetzt von Stephan Pörtner. Kranichborn Edition, 2014, ISBN 3-930040-36-0.
- 24 The Quest of Tarzan (in: Argosy Weekly, August 23, - September 6, 1941; Buchausgabe als: Tarzan and the Castaways)
  - Deutsch:
    - Tarzan und die Schiffbrüchigen. Übersetzt von Marion Hertle. Verlag Walde+Graf, Zürich 2012, DNB 1045766968.
    - Tarzan und die Schiffbrüchigen. Übersetzt von Martin W. Melnik. Kranichborn Edition, 2014, ISBN 3-930040-37-9.
    - Tarzan und die Schiffbrüchigen. Übersetzt von Martin W. Melnik. Edition SOLAR-X, Zossen 2020, ISBN 978-3-945713-76-1.
- Tarzan and the Tarzan Twins (Teil 1 (The Tarzan Twins) bei Volland 1927; Teil 2 (Tarzan and the Tarzan Twins with Jad-bal-ja, the Golden Lion) bei Whitman Publishing 1936)
  - Deutsch:
    - Tarzan: Die Tarzan-Zwillinge. Übersetzt von Carola Lee-Altrichter. Kranichborn Edition, 2016.
- Tarzan: The Lost Adventure (1995; mit Joe R. Lansdale)
  - Deutsch:
    - Tarzan: Das letzte Abenteuer. Übersetzt von Bernhard Schaffer. Kranichborn Edition, 2013.

### Kurzgeschichten
- The Tarzan Twins (Volland, October 1927)
  - Deutsch:
    - Verloren im Urwald. (in: Tarzan: Die Tarzan-Zwillinge) Übersetzt von Carola Lee-Altrichter. Kranichborn Edition, 2016.
- Tarzan and the Tarzan Twins with Jad-bal-ja, the Golden Lion (Whitman Publishing, March 1936)
  - Deutsch:
    - Tarzan 4 - Die Entführung. Übersetzt von Heinrich F. Gottwald. Engelbert-Verlag, Balve (Westf.) 1971, ISBN 3-536-00955-7.
    - In den Händen der Sonnenanbeter. (in: Tarzan: Die Tarzan-Zwillinge) Übersetzt von Carola Lee-Altrichter. Kranichborn Edition, 2016.
- Tarzan and the Champion (in: Blue Book, April 1940)
  - Deutsch:
    - Tarzan und der Champion. (in: Tarzan und die Schiffbrüchigen) Übersetzt von Bernhard Schaffer. Kranichborn Edition, 2014, ISBN 3-930040-37-9.
- Tarzan and the Jungle Murders. (in: Thrilling Adventures, June 1940)
  - Deutsch:
    - Tarzan auf Mörderjagd. (in: Tarzan und die Schiffbrüchigen) Übersetzt von Bernhard Schaffer. Kranichborn Edition, 2014, ISBN 3-930040-37-9.
- Young Tarzan and the Mysterious She (in: Cirsova: Magazine of Thrilling Adventure and Daring Suspense, #1 Spring 2019; mit Michael Tierney)
  - Deutsch:
    - Tarzan und die geheimnisvolle Frau (in: Tarzan und der Gott der Blitze). Übersetzt von Carola Lee-Altrichter. Kranichborn Edition, 2022.

The New Stories of Tarzan (Kurzgeschichtenserie. Buchausgabe 1919 als Jungle Tales of Tarzan):
- 1 Tarzan’s First Love (in: The Blue Book Magazine, September 1916)
- 2 The Capture of Tarzan (in: The Blue Book Magazine, October 1916)
- 3 The Fight for the Balu (in: The Blue Book Magazine, November 1916)
- 4 The God of Tarzan (in: The Blue Book Magazine, December 1916)
- 5 Tarzan and the Black Boy (in: The Blue Book Magazine, January 1917)
- 6 The Witch-Doctor Seeks Vengeance (in: The Blue Book Magazine, February 1917)
- 7 The End of Bukawai (in: The Blue Book Magazine, March 1917)
- 8 The Lion (in: The Blue Book Magazine, April 1917)
- 9 The Nightmare (in: The Blue Book Magazine, May 1917)
- 10 The Battle for Teeka (in: The Blue Book Magazine, June 1917)
- 11 A Jungle Joke (in: The Blue Book Magazine, July 1917)
- 12 Tarzan Rescues the Moon (in: The Blue Book Magazine, August 1917)

### Tarzan-Bücher anderer Autoren
- Tarzan and the Lost Safari, 1957 (von Frank Castle)
  - Deutsch:
    - Tarzan 3 - Notlandung im Urwald. Übersetzt von Heinrich F. Gottwald. Engelbert-Verlag, Balve (Westf.) 1971, ISBN 3-536-00928-X.
    - Tarzan und die verschollene Safari. Übersetzt von Carola Lee-Altrichter. Kranichborn Edition, 2021.
- Tarzan and the Valley of Gold, 1966, (von Fritz Leiber)
  - Deutsch:
    - Tarzan und das Tal des Goldes. Übersetzt von Carola Lee-Altrichter. Kranichborn Edition, 2022.
- Tarzan: The Mark of the Red Hyena, 1967 (von George S. Elrick)
  - Deutsch:
    - Tarzan und die Rote Hyäne (in: Tarzan und der Gott der Blitze). Übersetzt von Carola Lee-Altrichter. Kranichborn Edition, 2022.
- Tarzan Alive. A Definitive Biography of Lord Greystoke, 1972 (von Philip José Farmer)
  - Deutsch:
    - Tarzan lebt! Übersetzt von Carola Lee-Altrichter. Kranichborn Edition, 2023.
- The Dark Heart of Time, 1999 (von Philip José Farmer)
  - Deutsch:
    - Das dunkle Herz der Zeit. Übersetzt von Michael Koseler. Heyne Verlag, München 2000, ISBN 3-453-17226-4.
- Tarzan: Return to Pal-ul-don, 2015 (von Will Murray)
- Tarzan on the Precipice, 2016 (von Michael A. Sanford)
- King Kong vs. Tarzan, 2016 (von Will Murray)
- Tarzan and the Fountain of Youth, 2016 (von Thomas Zachek)
- Tarzan and the Cross of Vengeance, 2016 (von Thomas Zachek)
- Tarzan the Conqueror, 2016 (von Thomas Zachek)
- Tarzan and the Cannibal King, 2017 (von Jake Saunders)
- Tarzan and the Revolution, 2018 (von Thomas Zachek)
- Tarzan, Conqueror of Mars, 2020 (von Will Murray)
- Tarzan: Battle for Pellucidar, 2020 (von Win Scott Eckert)
- Tarzan and the Forest of Stone, 2022 (von Jeffrey J. Mariotte)
- Tarzan and the Lion of Judah, 2023 (von Gary Buckingham)
- Tarzan: Back to Mars, 2023 (von Will Murray)

## Sonstiges
- Am 19. Oktober 2008 feierte das Musical Tarzan im Hamburger Theater Neue Flora Premiere. Die Vorsprechproben waren als TV-Casting-Show Ich Tarzan, du Jane! vermarktet worden. Das Musical basiert auf dem Disney-Zeichentrickfilm mit Liedern von Phil Collins.
- „Tarzan“ war auch der Spitzname von Peter Carsten, einer Figur der in Deutschland sehr erfolgreichen Jugendbuchserie Ein Fall für TKKG von Stefan Wolf. Der Autor gab an, dass der Name Tarzan seinerzeit international markenrechtlich geschützt war, weswegen er seinen Helden in Tim umbenennen musste.
- „Tarzan“ war ebenfalls der Spitzname von Charles T. Cooper, einem der besten Basketballspieler auf der Center-Position in den 1930ern.
- In Kalifornien wurde eine 1922 gegründete Stadt zu Ehren Tarzans 1927 in Tarzana umbenannt.
- Die Tarzan-Bücher und Tarzan-Filme wurden – insbesondere von afrikanischen Autoren – heftig wegen ihres kruden Rassismus kritisiert. Afrikaner tauchen als eigenständige Charaktere in diesen Filmen nicht auf.
- Die Geschichten von Tarzan fanden Anklang im Nahen Osten. Israelische wie arabische Autoren griffen den Stoff auf und veröffentlichten eigene Abenteuer – ohne das Urheberrecht der Burroughs-Familie zu berücksichtigen.
- Ein Chamäleon von Madagaskar wurde nach „Tarzan“ benannt. Das Tarzanchamäleon wurde 2010 beschrieben, der bekannte Name soll Aufmerksamkeit auf Schutzbestrebungen richten. Die Art wurde bei dem Dorf entdeckt, das einst Tarzanville hieß, mittlerweile aber den Namen Ambodimeloka trägt.[6]